# Форд, Алан (пловец)
Алан Роберт Форд (англ. Alan Robert Ford; 7 декабря 1923 — 3 ноября 2008) — американский пловец, призер олимпийских игр и рекордсмен мира. Форд выиграл серебряную медаль на летних Олимпийских играх 1948 года в Лондоне и стал первым человеком, который проплыл 100 ярдов вольным стилем менее чем за 50 секунд.

## Биография
Родился в зоне Панамского канала и переехал в Сарасоту, штат Флорида, из Мидленда, штат Мичиган. Форд учился в школах США в зоне Панамского канала, в Академии Мерсерсбурга, а в 1945 году окончил Йельский университет со степенью бакалавра в области машиностроения. В последние месяцы Второй мировой войны служил прапорщиком военно-морского флота США.
Во время учёбы в университете Форд установил ряд национальных и мировых рекордов. В Йельском университете, он тренируется под руководством тренера по плаванию Роберта Дж. Кипута, новатора, первым применившего упражнения на суше и интервальные тренировки. Форд побил 17-летний мировой рекорд Джонни Вайсмюллера на дистанции 100 ярдов вольным стилем. В 1944 году Форд стал первым человеком, который проплыл 100 ярдов вольным стилем менее чем за 50 секунд. Форд стал известен как «человек рыба», прозвище, которое он получил от Вайсмюллера. Во время учебы в Йельском университете он был капитаном команды плавания и дайвинга Йельских бульдогов.
В 1944 году, когда Форд был на пике своей спортивной карьеры, Летние Олимпийские игры 1944 были отменены из-за Второй мировой войны. В 1944 году он выигрывал студенческий чемпионат США на дистанциях в 50, 100 и 150 ярдов в плавании на спине. После войны он уехал в Нью-Хейвен, чтобы тренироваться у Роберта Кифута. После всего лишь шести месяцев тренировок под началом Кифута и отказа от курения, Форд вошел в состав олимпийской сборной США и завоевывает серебряную медаль на летних Олимпийских играх 1948 года в Лондоне на дистанции 100 м вольным стилем, уступив только своему товарищу по команде Уолли Рису.
После окончания Йельского университета Форд работал инженером-механиком. Форд спроектировал и управлял строительством нефтеперерабатывающих, химических, рудных и пищевых перерабатывающих заводов, а также хранилищ для нефти и химикатов в США и за рубежом.
Форд был введен в Зал славы мирового плавания в 1966 году.
Форд умер от эмфиземы 3 ноября 2008 года в Сарасоте, штат Флорида; ему было 84 года.
Его плавательные таланты всё еще можно увидеть в фильме 1940-х годов «Голубые победители».